# Elinchrom

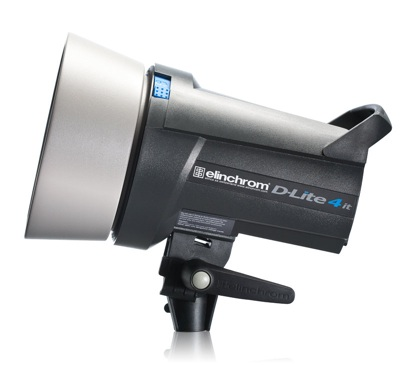
Záblesková hlava D-Lite 4in z boku

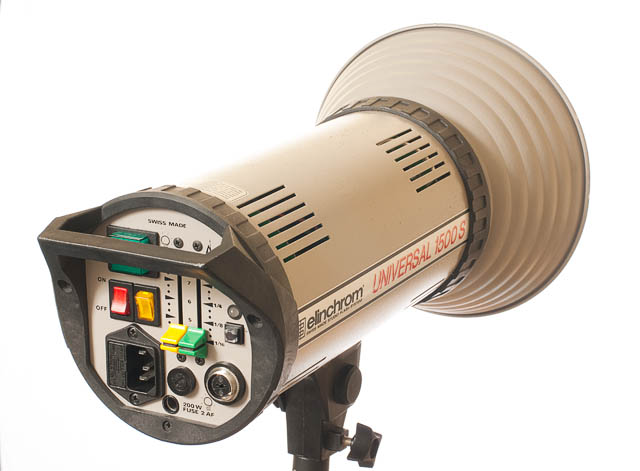
Záblesková hlava Elinchrom 1500S zezadu

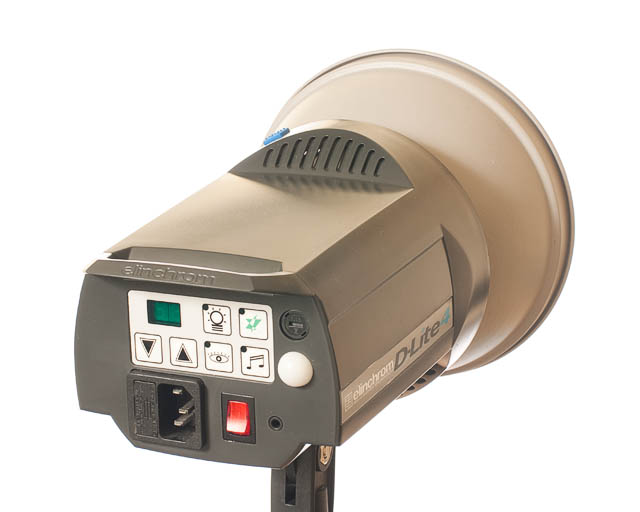
Záblesková hlava D-Lite 4 zezadu

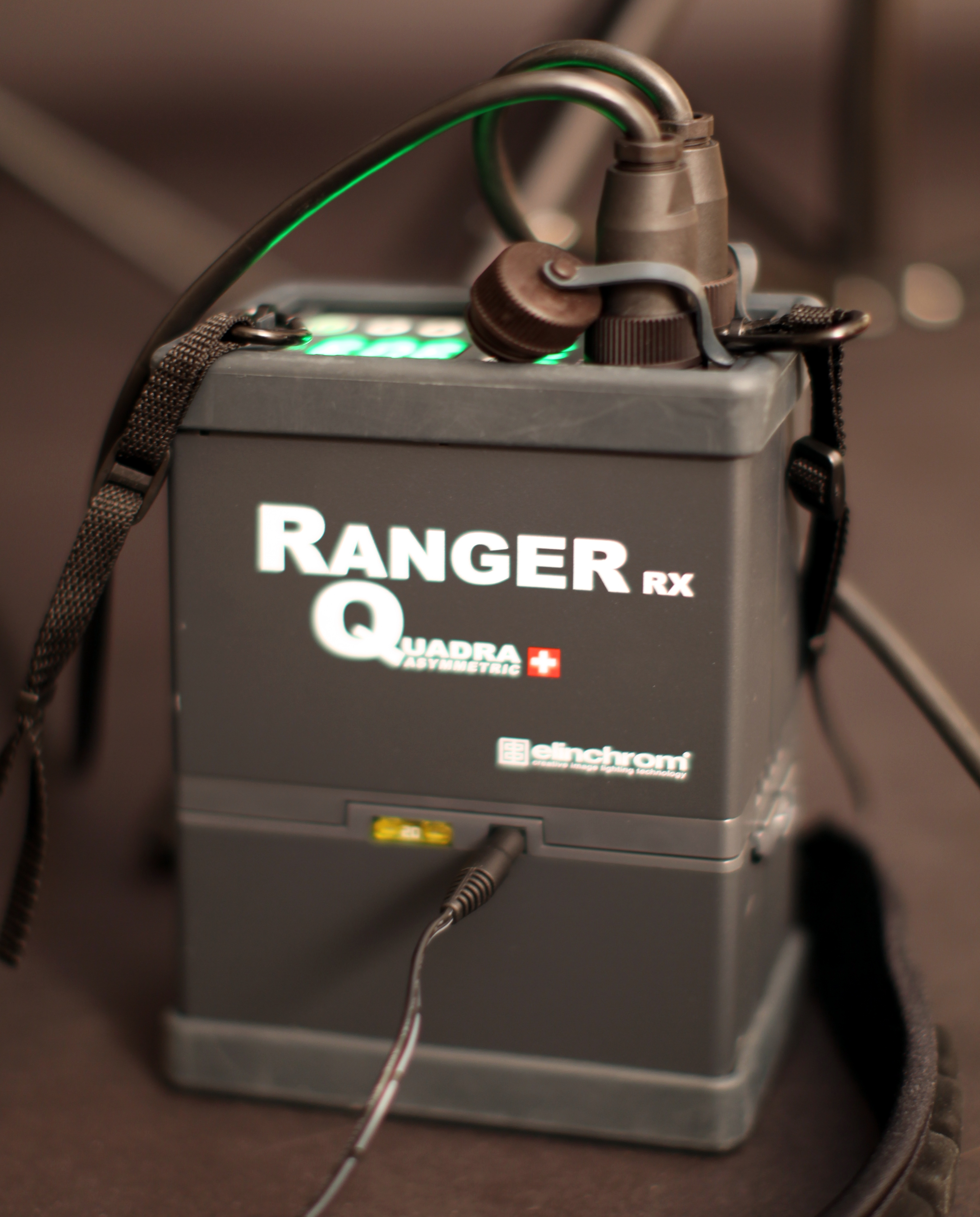
Generátor Ranger Quadra RX AS, systém „pack and head“

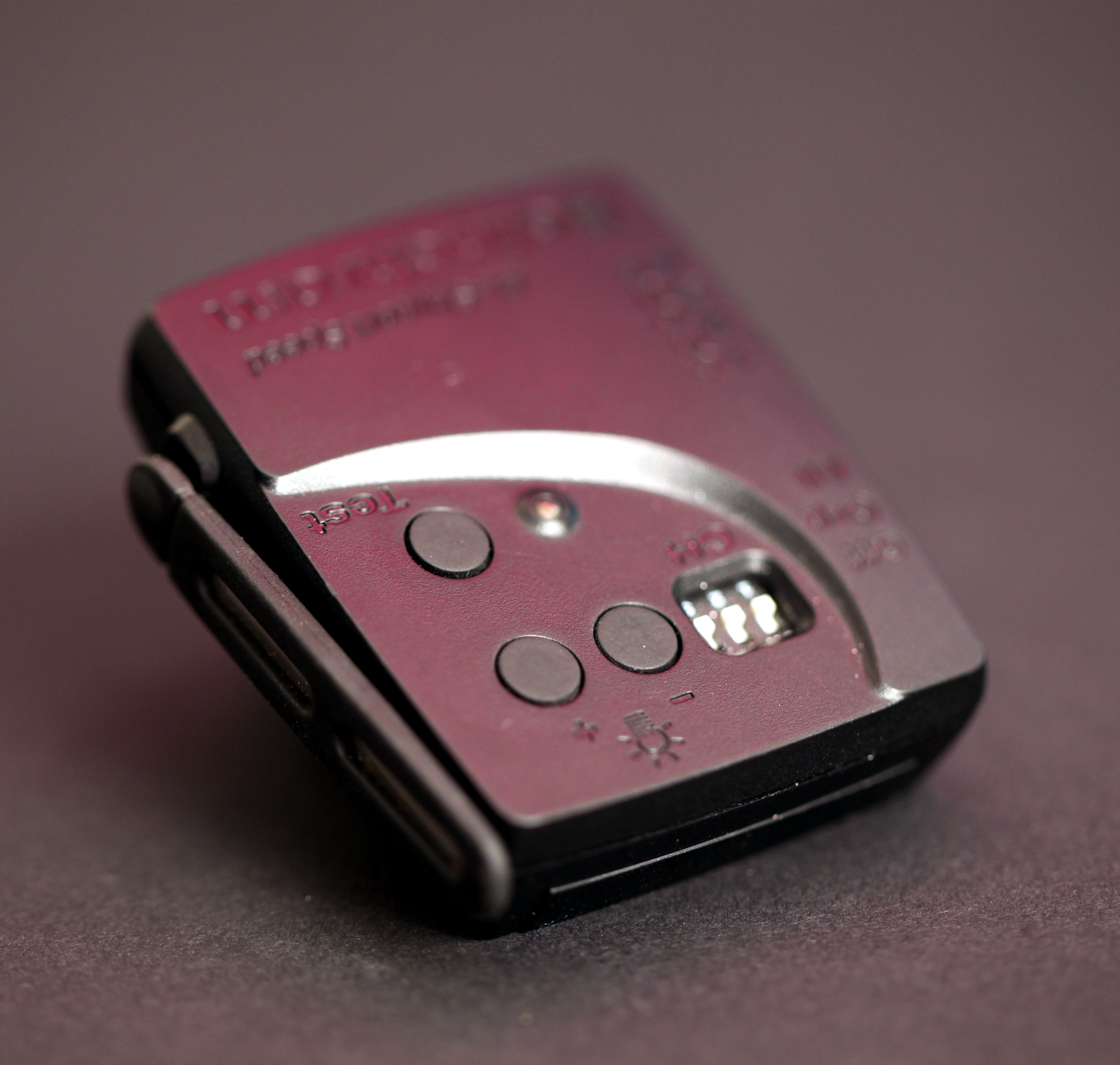
Dálková spoušť Skyport

Elinca S.A. je společnost se sídlem ve švýcarském Renens, která vyrábí systémy studiového osvětlení pod označením Elinchrom. Mezi její konkurenty patří firmy Bowens a Interfit.

## Historie
Společnost pod označením Elinchrom produkuje řadu ateliérových záblesků monolight, základní modely vhodné pro začínající fotografy, modely zaměřené na profesionální studiové fotografy, řadu modifikátorů světla, baterie nebo dálkové ovladače světel. Většina bleskových hlav může být nastavena v režimu „slave“; tuto funkci však lze deaktivovat, aby se zabránilo nechtěnému záblesku, pokud poblíž pracují další fotografové. Elinchrom kromě záblesků vyrábí také řadu světel pro trvalé svícení.

### Zábleskové hlavy monolight
Řada COMPACT UNITS:
- EL250, 250 Ws, počet kroků 2, znovunabití za 0.5 sec 110VAC
- EL250R, 250 Ws, počet kroků 5, ultrakrátká (rychlá) délka zábleskového impulzu 1/7200 sekundy.
- EL500, 500 Ws, počet kroků 2, impulz 1/1700, znovunabití za 0.9 s. 110V AC
- EL500R, 500 Ws, počet kroků 5, impulz 1/4000, znovunabití za 1 s.
- EL1000, 1000 Ws, počet kroků 2, impulz 1/1000, znovunabití za 2 s.
- EL1000R, 1000 Ws, počet kroků 5, impulz 1/3000, znovunabití za 2 s, 110V AC

Dále se vyráběly jednotky s označením "C", které se dočkaly následujících změn:
- uživatelsky vyměnitelná záblesková žárovka
- zelené štítky na bocích jednotek nahradily starší černé písmo
- vypínače jednotek a spínače pro modelingovou žárovku se místo tvrdých hran se začaly dělat se zaoblenými okraji
- v kategorii "C" se začaly vyrábět jednotky EL250 a EL500

Nedávno musela společnost Elinca přesunout výrobu kompaktní řady světel do Indie, kde se nyní (2/2011) vyrábějí jednotky EL500S, které se podobají předešlým EL500C.
Micro Compact 530 Ws, (první digitální jednotka) 530 Ws, impulz 1/1450, znovunabití za 1,5 s, možnost infračerveného ovládání (které je v USA nepopulární).
STYLE UNITS (první jednotky vyrobené z šedého plastu, které se později změnil za purpurový plast, a který se dále změnil na černý, který se vyrábí i v současné době k 2/2011)
- EL300, 300 Ws, znovunabití za 0,8 s, počet kroků 5, impulz 1/2850 sec.
- EL600 (rare), 600 Ws, znovunabití za 1,5 s, impulz 1/2050 s, počet kroků 6, bez možnosti dálkového ovládání, nemá větrání, uživatel nemůže vyměňovat zábleskovou lampu
- EL600S, 600 Ws, znovunabití za 1,5 s, impulz 1/2050, počet kroků 6, možné dálkově ovládat, chlazení větrákem, uživatelsky vyměnitelná záblesková lampa
- EL1200S, 1200 Ws, impulz 1/1400s, znovunabití za 2,5 s, počet kroků 6, chlazení větrákem, možné dálkově ovládat, uživatelsky vyměnitelná záblesková lampa

Po několika letech výroby se na americký trh dostaly pouze digitální řídící jednotky RX: Řada Elinchrom RX Style Units - podobně jako jednotky série "S", k tomu mají navíc digitální ovládání obou výstupů výkonu a ovládání proporcí modelingové lampy.
- EL300RX, 300 Ws, počet kroků 6, znovunabití za 0,9 s, impulz 1/2850s, chlazení větrákem, uživatelsky vyměnitelná záblesková lampa, digitální dálkové ovládání
- EL600RX, 600 Ws, počet kroků 6, znovunabití za 1,3 s, impulz 1/2050s, chlazení větrákem, uživatelsky vyměnitelná záblesková lampa, digitální dálkové ovládání
- EL1200RX, 1200 Ws, počet kroků 6, znovunabití za 2,5 s, impulz 1/1400s, chlazení větrákem, uživatelsky vyměnitelná záblesková lampa, digitální dálkové ovládání
- D-Lite 2[1] – jednotky 200Ws, nastavitelné po krocích od 1⁄10 do 1⁄16 plného výkonu, čili po 12Ws
- D-Lite 4 – jednotky 400Ws nastavitelné po krocích od 1⁄10 do 1⁄16 plného výkonu, čili po 25Ws[2]
- BX 250Ri, BX 500Ri[3]
- Style 100/400 FX
- Style 100/400 BX
- Style RX 300/600/1200
- Digital RX 1200/2400
- Ranger Quadra AS, RX, RX Speed, RX Speed AS[4]

### Dálkové ovladače
Dálkové ovladače:
- Bezdrátový EL Skyport Wireless[5][6]
- RX Hand Remote
- Infračervený Prolinca IR-Trigger

### Trvalé osvětlení
Trvalé osvětlení využívá wolframové žárovky s barevnou teplotou asi 3200°K ve srovnání se zábleskovými žárovkami vyvážených na teplotu denního světla (5500°K). Všechny jednotky jsou slučitelné s modifikátory světla jako bleskové jednotky. Scanlite používají halogenové žárovky.
- Minilite (250W)
- Scanlite (300W)
- Scanlite (650W)
- Scanlite (1000W)

### Zaniklé modely
- 1500S

### Srovnání starých a nových modelů
|                            | 1500S | D-Lite 4                                                                                                  |
| -------------------------- | --- | --- |
| Obrázky                    | | |
| Výstup blesk               | Ovládání pomocí zeleného šoupátka, kterým se mění hodnota mezi plným výkonem a 1/16 výkonu | Ovládání stiskem tlačítek "Up" a "Down", které ovládají výstup v krocích 1/10 od 2.0 do 6.0.              |
| Modelingová lampa          | Osram 64505 200W 230V GX6,35, nebo ekvivalentní | 100W, 90V matná žárovka se závitem E27 (americká verze), anglická verze má 196V.                          |
| Ovládání modelingové lampy | Controller by the yellow slider, infinitely variable between full power and 1/16 power. By sliding the two sliders together, the modelling lamp can be kept in proportion to the flash output. The yellow power switch is provided to turn the modelling lamp off altogether. | Ovládání stiskem tlačítka "modelling lamp" mezi stavy "off", "full", "minimum" a "proportional".          |
| Accessory lock             | A full rotating collar. | A small blue sliding lever.                                                                               |
| Sync lead conektor         | Konektor Amphenol | 3,5 mm jack                                                                                               |
| Slave triggering           | Activated by pressing a small button to the right of the sliders. An LED inside it lights up green while it is active and red if it is inactive. | Activated by pressing the "Eye" button. Rozsvítí se malá zelená LED dioda, je-li aktivní.                 |
| Indikátor "Ready"          | Zelené tlačítko "Test" se rozsvítí ve chvíli, kdy je blesk nabitý a připravený k použití. | Zvukový signál oznamuje nabití blesku, který je připraven na další snímek. Tato funkce může být vypnouta. |

### Modifikátory světla

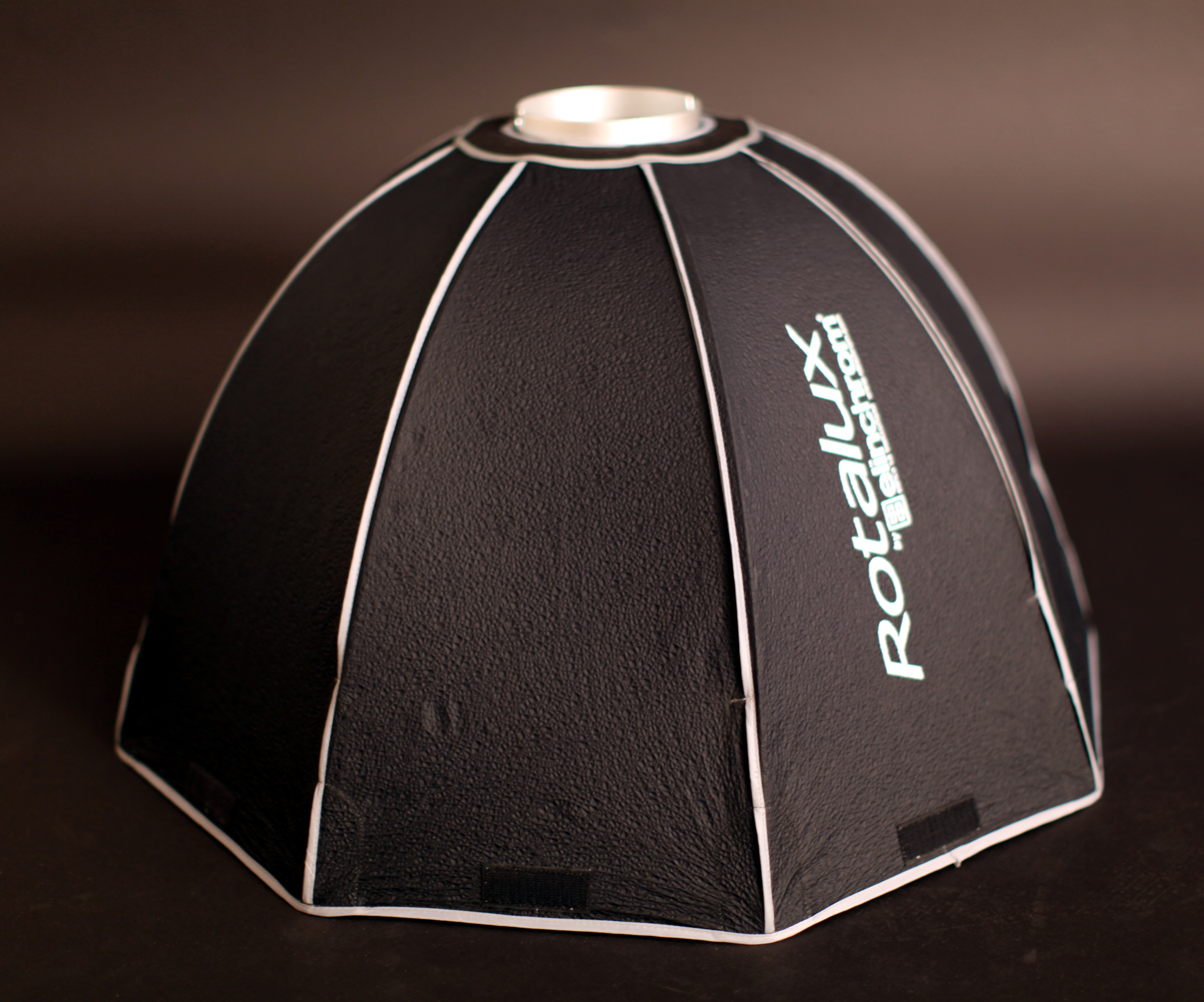
Softbox Rotalux s hloubkou 70 cm

Elinchrom podporuje širokou řadu světelných modifikátorů jako příslušenství pro svá světla. Některé doplňky (jako jsou například fotografické deštníky) lze připojit přímo k zábleskové jednotce pomocí tyče procházející 7 mm otvorem skrze hlavu. Další příslušenství (jako softboxy, reflektory a snooty) lze připevnit pomocí bajonetového systému Elinchrom.
- Snooty (komínky)
- Mřížky (voštiny) pro komínky
- Reflektory o průměrech 18 a 21 cm
- Mřížky (voštiny) pro 18 cm reflektory – 12°, 20° a 30°
- Klapky barn door pro 21 cm reflektory (slouží také k uchycení barevných/gelových filtrů)
- Softboxy
- Mini spot k promítání obrazů s pomocí zařízení gobo
- Beauty dish
- Deštníky

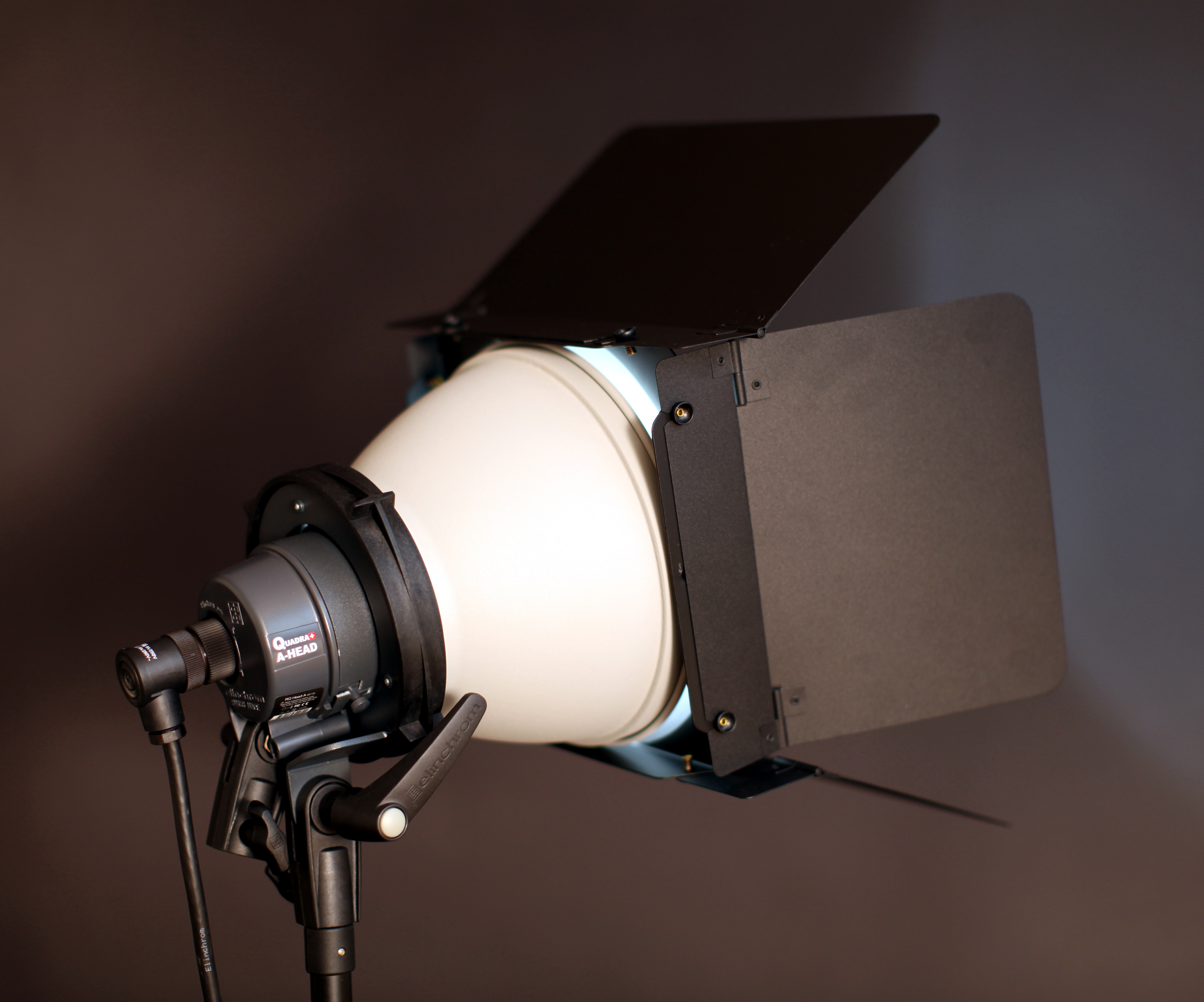
Klapky barn door Elinchrom Quadra zezadu
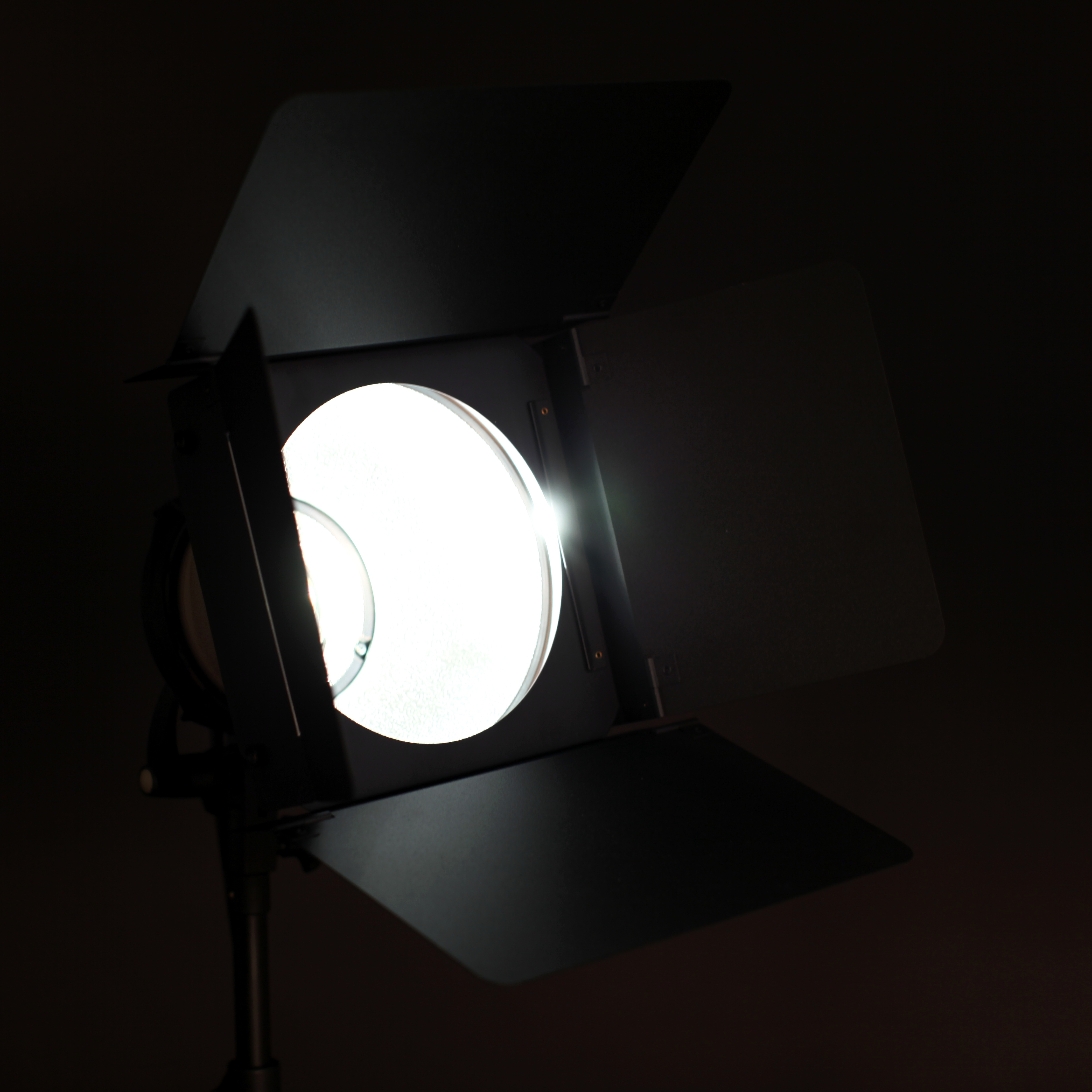
Klapky barn door Elinchrom Quadra zepředu
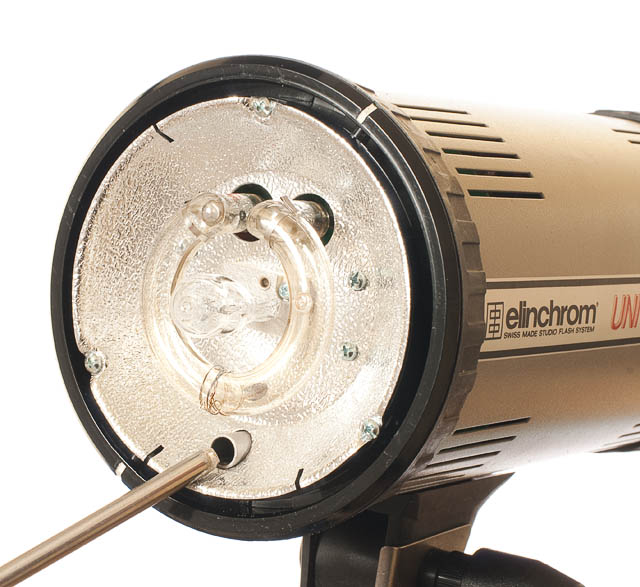
Držák deštníku prochází zábleskovou hlavou, pohled zepředu
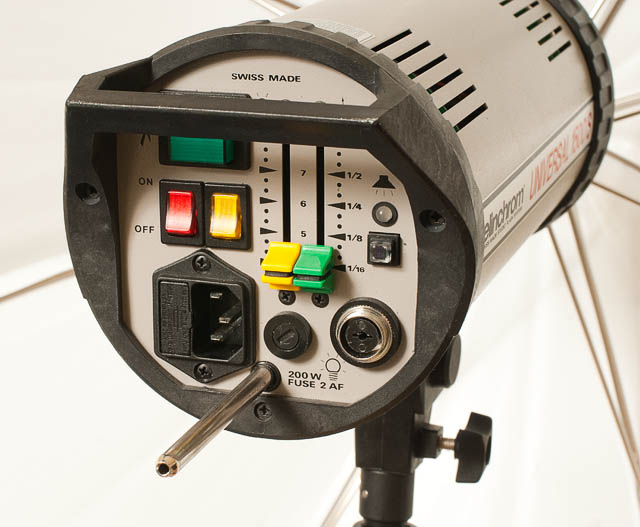
Držák deštníku prochází zábleskovou hlavou
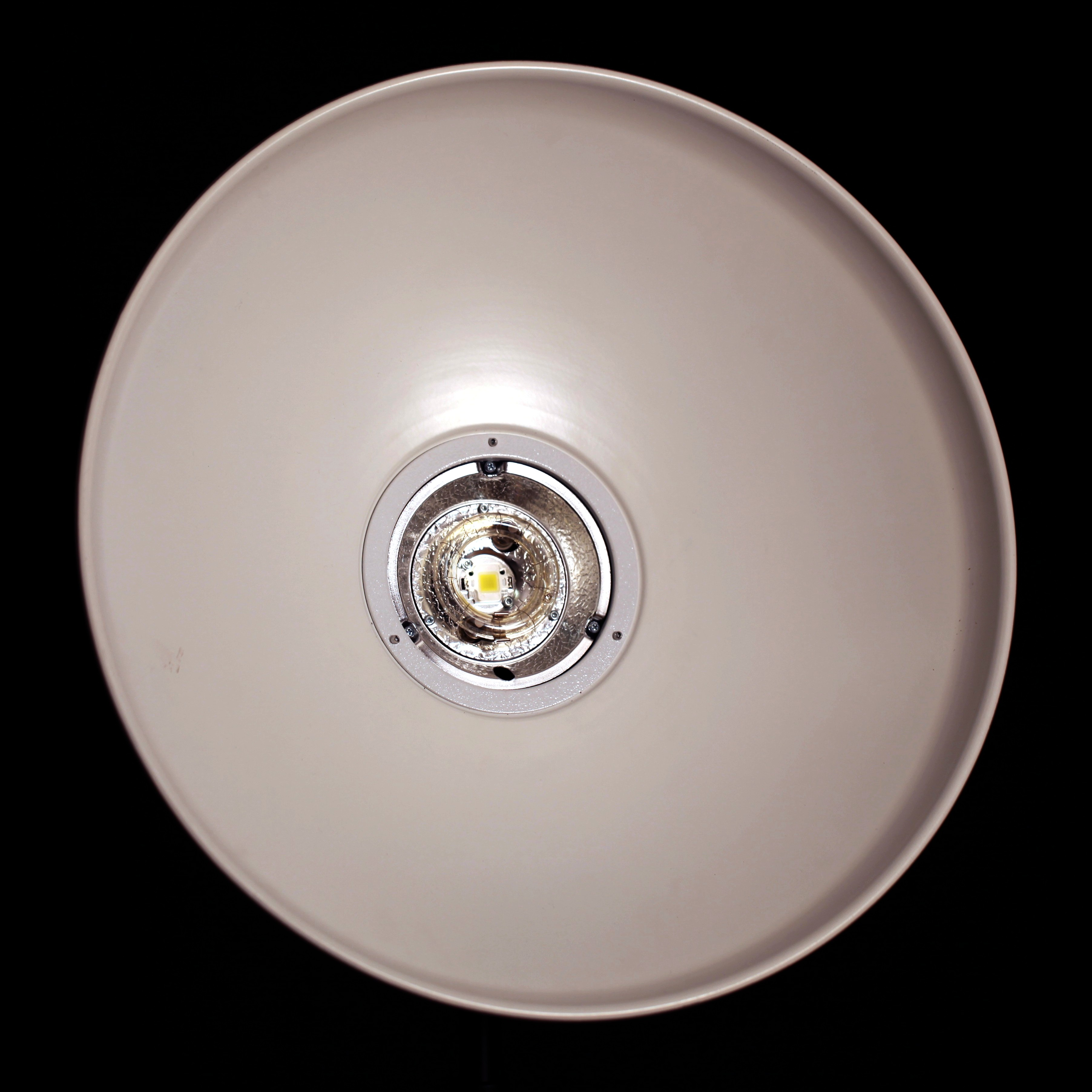
Beauty dish Elinchrom, bílý, 44 cm
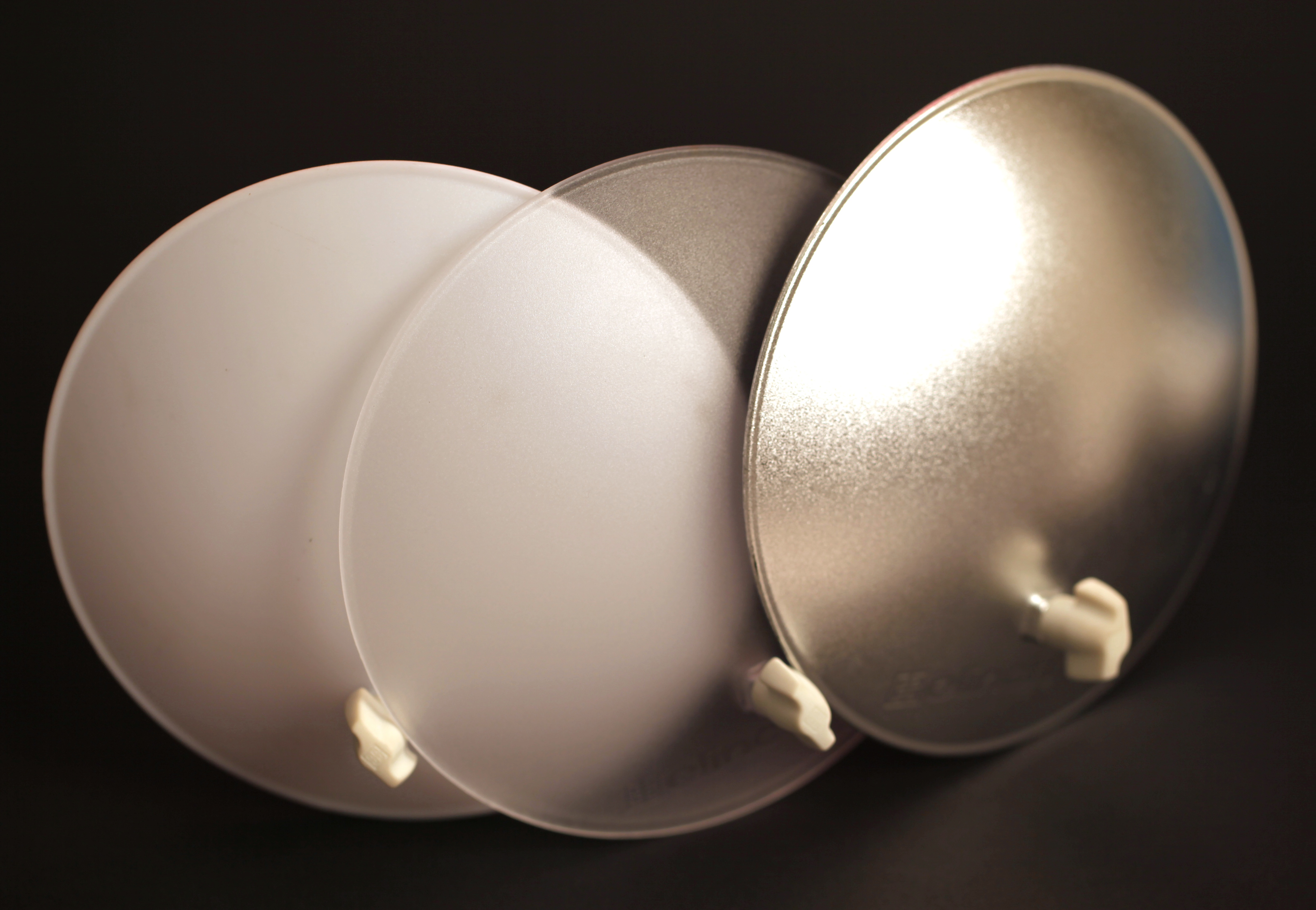
Deflektory pro beauty dish v barvě bílé, průsvitné a stříbrné